# N'Golo Kanté
Pour les articles homonymes, voir Kanté.
N'Golo Kanté [ŋ͡ɡolo kãnte], né le 29 mars 1991 à Paris, en France, est un footballeur international français qui évolue au poste de milieu défensif au Al Ittihad Club en Saudi Pro League. Son style de jeu et sa personnalité en font l'un des joueurs les plus appréciés du monde. Il fait d'ailleurs régulièrement l'objet d'éloges de ses coéquipiers et entraîneurs,.
Arrivé tardivement dans le monde professionnel, il connaît depuis une progression constante. Révélé en France à l'US Boulogne puis au SM Caen, il signe ensuite à Leicester City, où il remporte son premier trophée, le Championnat d'Angleterre, en 2016. Convoqué en équipe de France à partir de mars 2016, il est finaliste de l'Euro 2016.
Transféré en 2016 à Chelsea, il remporte une nouvelle fois le titre de champion d'Angleterre et est par ailleurs l'un des seuls à gagner ce titre deux années de suite dans des clubs différents. En 2017 et est élu meilleur joueur de Premier League de la saison 2016-2017. Il est considéré dès lors comme l'un des meilleurs milieux de terrain au monde. En 2018, il est un des acteurs majeurs du parcours victorieux de l'équipe de France lors de la Coupe du monde en Russie, grâce à un style de jeu et un placement très efficaces  puis à l'Euro 2020.
Le 29 mai 2021, il gagne la Ligue des champions avec Chelsea. Il est élu homme du match lors des deux rencontres face au Real Madrid en demi-finales et à nouveau en finale (gagnée 1-0) contre Manchester City. Il est ainsi l'un des grands artisans du titre remporté par son équipe, contribuant à sa 5e place au Ballon d'or 2021. Il est par ailleurs classé en 2021 meilleur milieu de terrain et deuxième au titre du meilleur joueur UEFA 2021. Depuis 2023, il joue au Al-Ittihad Club en Arabie saoudite. Il retrouve l'équipe de France en 2024 et participe à l'Euro 2024.
Au courant du mois de juin 2023, il devient le président du club de football de Royal Excelsior Virton, qui vient d'être relégué en 3e division de Belgique.

## Biographie

### Jeunesse et débuts
N’Golo Kanté naît dans une maternité du 10e arrondissement de Paris de parents immigrés du Mali. Son prénom est celui de Ngolo Diarra, ancien esclave devenu roi de Ségou au XVIIIe siècle. Il passe son enfance au sein d'une fratrie de neuf enfants à Rueil-Malmaison, dans le quartier des Géraniums. Sa mère est femme de ménage et son père, éboueur, meurt alors que N'Golo n'a que 11 ans. Un de ses frères meurt d'une crise cardiaque quelques semaines avant la Coupe du monde 2018.
Il joue au football durant sa jeunesse à Suresnes, où il surclasse régulièrement toutes les catégories d'âge, sans toutefois parvenir à intégrer le centre de formation d'un club professionnel. Lors de sa dernière saison en promotion d'honneur (PH), il inscrit une dizaine de buts.
Repéré par l'US Boulogne, club de Ligue 2, il y signe un contrat amateur en 2010 et joue alors dans l'équipe B, en CFA 2. Après la relégation de l'équipe première en National en 2012 et le départ de plusieurs joueurs cadres, il intègre l'équipe première et s'y impose immédiatement au milieu de terrain. Ses performances lui valent de terminer la saison en tête du « classement des étoiles » de France Football.
Il est titulaire du baccalauréat et d'un BTS Comptabilité. Il est musulman pratiquant.

### Carrière en club

#### US Boulogne (2010-2013)
N'Golo Kanté commence sa carrière par un contrat amateur à l'US Boulogne où il évolue dans un premier temps au sein de l'équipe 2 en CFA 2. Il joue son premier match en équipe première le 18 mai 2012, lors de la dernière journée de la saison 2011-2012, contre l'AS Monaco. Il entre en jeu à la place de Virgile Reset et son équipe s'incline par deux buts à un. Après la descente de l'équipe 1 en National, il intègre celle-ci pour ainsi s'y imposer dans son secteur de jeu.
Il inscrit son premier but le 10 août 2012, lors d'une rencontre de championnat contre le Luzenac Ariège Pyrénées, en championnat. Il donne la victoire à son équipe en étant l'unique buteur de la rencontre.

#### SM Caen (2013-2015)

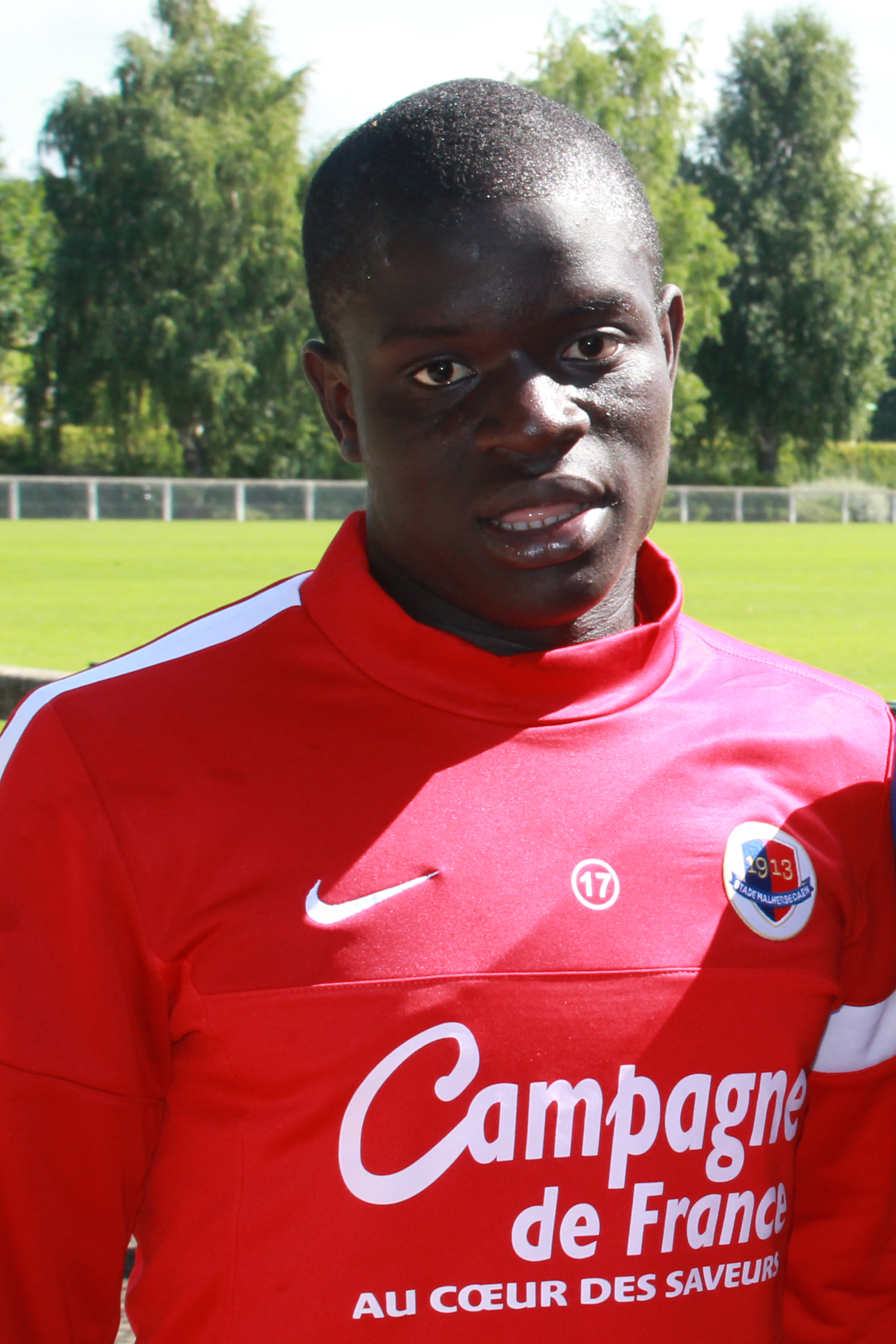
Kanté en 2013 après un entraînement à Caen.

Supervisé par plusieurs clubs professionnels français et étrangers, notamment nordistes et belges, N'Golo Kanté signe un pré-contrat en décembre 2012 puis s'engage en juin 2013 pour une durée de trois ans avec le Stade Malherbe Caen, en Ligue 2,. Il s'impose immédiatement comme une pièce maîtresse du milieu de terrain caennais, au point d'être nommé dans l'équipe-type de Ligue 2 lors de la cérémonie des Trophées UNFP en fin de saison.
Lors de sa première apparition en Ligue 1, il s'illustre en ouvrant le score face à l'Évian Thonon Gaillard. Ses performances remarquées lors du début de saison en font une des « révélations » du championnat. Malgré une première moitié de saison difficile (il est notamment exclu le 30 août 2014, au bout de 29 minutes de jeu, après avoir reçu un deuxième carton jaune, pour une faute sur Paul-Georges Ntep lors de son quatrième match de Ligue 1 face au Stade rennais), son équipe assure finalement un maintien relativement confortable (treizième place).
Bien qu'il ait prolongé en octobre son contrat jusqu'en 2018, les médias considèrent qu'étant donné son niveau de performances depuis son arrivée dans l'élite, son départ pour un club prestigieux est très probable en fin de saison 2014-2015. En mars 2015, Franck Silvestre réclame par exemple sa sélection en équipe de France et prédit qu'il deviendra meilleur que Claude Makélélé. En fin de saison, il est le joueur ayant réussi le plus de tacles dans les cinq grands championnats (4,8 tacles par match en moyenne).

#### Leicester City (2015-2016)
Annoncé dans le viseur de l'Olympique de Marseille, de l'Olympique lyonnais ou encore de West Ham, il s'engage finalement le 31 juillet 2015 pour quatre ans avec Leicester City. Le transfert rapporte près de 8 millions d'euros au Stade Malherbe, qui avait refusé auparavant les offres inférieures faites par les dirigeants marseillais, c’est d’ailleurs, à ce jour, le plus gros transfert du Stade Malherbe de Caen. La présence de l'expérimenté Claudio Ranieri en tant qu'entraîneur aurait pesé dans la décision du joueur.
Le club anglais surprend les observateurs par ses excellents résultats. Kanté est avec les attaquants Riyad Mahrez et Jamie Vardy un des principaux acteurs de ces performances. Le 7 novembre 2015, après avoir participé à chacune des douze premières rencontres de championnat, il inscrit son premier but en Angleterre en ouvrant le score contre Watford (victoire 2-1). Considéré comme la meilleure recrue de la saison en Premier League, il remporte avec son équipe, de façon très inattendue, le championnat d'Angleterre au terme de la saison 2015-2016. C'est une première pour le club.

#### Chelsea FC (2016-2023)

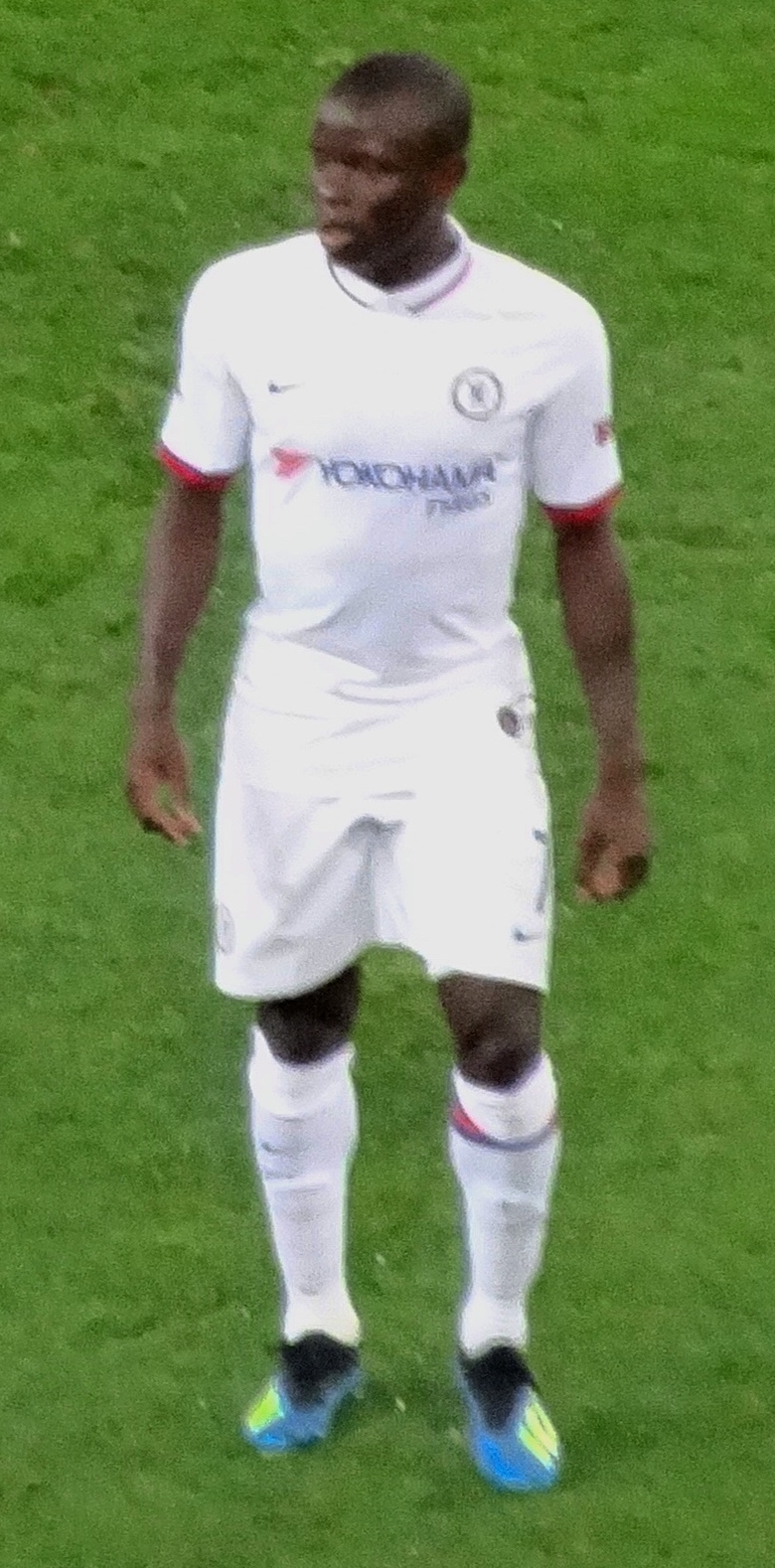
Kanté en 2019 avec Chelsea.

Le 16 juillet 2016, il s'engage en faveur des Blues de Chelsea pour un montant négocié aux alentours des 38 millions d'euros, hors bonus. Il trouve une place de titulaire dès ses premiers matchs dans le club londonien. Il inscrit son premier but sous ses nouvelles couleurs le 23 octobre 2016 face à Manchester United (4-0). Son deuxième but est aussi inscrit face à ce club, le 13 mars 2017 en quarts de finale de la coupe d'Angleterre. En fin de saison, il reçoit le titre de meilleur joueur de Premier League, devant son coéquipier Eden Hazard, avant de remporter quelques jours plus tard son deuxième titre consécutif de champion d'Angleterre.
En fin d'année, il est désigné Joueur français de l'année 2017 par France Football, et apparaît au 8e rang du Ballon d'or 2017. La saison suivante, Chelsea termine le championnat à une moyenne cinquième place, synonyme toutefois d'une qualification pour la Ligue Europa. Malgré tout, il remporte avec les Blues un nouveau trophée, la FA Cup, après une victoire en finale le 19 mai 2018 face à Manchester United (1-0), où évolue son coéquipier en équipe de France Paul Pogba.
Le 2 novembre 2018, il est cité dans l'enquête Football Leaks 2 sur le contournement des règles du fair-play financier. Après avoir créé une société à Jersey, alerté par des articles de presse sur les risques encourus vis-à-vis du fisc, il s'est ravisé et a refusé d'être payé en partie dans ce paradis fiscal, malgré l'insistance de Chelsea FC. Sous les ordres de Maurizio Sarri, il remporte la Ligue Europa le 29 mai 2019 face à Arsenal (4-1). Cette victoire permet au club de retrouver la Ligue des champions la saison suivante.
Il est l'un des grands artisans de l'accession de Chelsea en finale de la Ligue des champions 2020-2021, étant notamment élu homme du match des deux demi-finales face au Real Madrid (à Madrid (1-1) à l'aller, puis à Londres (2-0) au retour), après des prestations de haut vol. Le 29 mai 2021, durant la finale de la Ligue des Champions 2020-2021 gagnée par Chelsea (1-0) face à Manchester City, N'Golo Kanté s'illustre sur le plan statistique de la rencontre en étant le joueur le plus performant sur l'endurance, les duels remportés et les ballons récupérés, ce qui lui vaut d'être désigné homme du match,.

#### Ittihad Club (depuis 2023)
Le mercredi 21 juin 2023, N'Golo Kanté signe à l'Al-Ittihad Club en Saudi Pro League après l'expiration de son contrat à Chelsea, il touche un salaire de 23 millions annuel et son contrat dure jusqu'en juin 2027.
Kanté inscrit son premier but pour Al-Ittihad Club le 21 septembre 2023, lors d'une rencontre de championnat face à Al-Fateh SC. Il est titulaire et participe à la victoire de son équipe par deux buts à un.
Le 24 octobre 2024 il se fait remarquer en donnant la victoire à son équipe face à Al-Riyadh FC en championnat, en étant l'unique buteur de la partie.
Il est considéré comme un « joueur essentiel » de l'effectif dirigé par Laurent Blanc en 2024-2025.

#### Rachat du Royal Excelsior Virton (2023)
Le 29 juin 2023, N'Golo Kanté rachète le Royal Excelsior Virton, un club belge évoluant en troisième division de Belgique en étant sous contrat au club saoudien Al-Ittihad. Le montant de l'opération n'a pas été dévoilé.
Le champion du monde a déclaré "Je souhaite acheter plusieurs clubs européens dont le Royal Excelsior de Virton pour poursuivre la structuration du club en développant l'académie des jeunes et lancer de jeunes joueurs africains . Et par rapport au club belge, le travail, la générosité et l'humilité porteront les ambitions du club pour les prochains années. Avec envie de porter haut les couleurs de la Gaume, de la province et de la Wallonie.". Le champion du monde 2018 invite toutes les forces vives du territoire à rejoindre un projet qui se veut rassembleur et dignes des supporters de l'Excelsior "Toujours ensemble, toujours plus haut".

### Carrière internationale
Le 17 mars 2016, il est convoqué pour la première fois en équipe de France, par le sélectionneur Didier Deschamps, pour deux matchs amicaux contre la Russie et les Pays-Bas. Il honore sa première sélection en entrant en cours de match face aux Pays-Bas à Amsterdam où il porte le numéro 13. La France s'impose par trois buts à deux ce jour-là. Titulaire contre la Russie le 29 mars 2016, jour de son 25e anniversaire, pour sa deuxième sélection, il marque son premier but en bleu (victoire 4-2).
Le joueur, peu connu du public au début de la saison, acquiert une notoriété « tardive » mais rapide. Malgré son intégration récente au groupe de l'équipe de France, il est convoqué pour participer à l'Euro 2016 en France par Deschamps, et attaque même la compétition comme titulaire. Suspendu lors des quarts de finale, il ne retrouve pas sa place de titulaire lors des deux derniers matchs. Il supplée Dimitri Payet en demi-finale face à l'Allemagne, mais reste sur le banc en finale, que la France perd face au Portugal après prolongation (0-1).

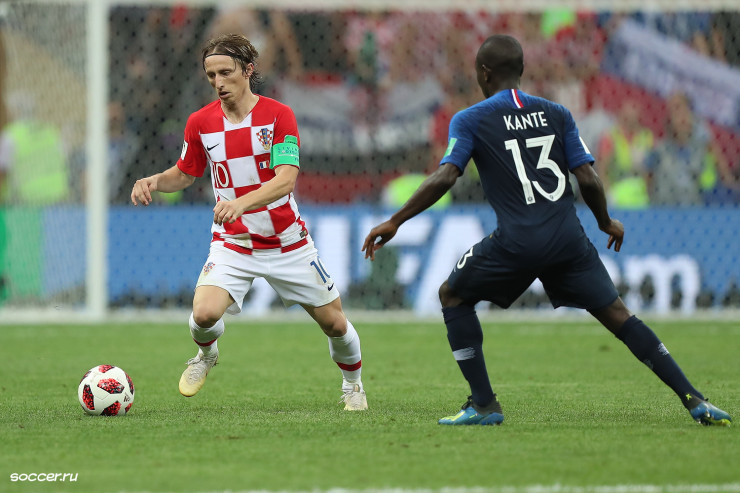
N'Golo Kanté face au capitaine croate Luka Modrić, lors de la finale de la Coupe du monde 2018.

Devenu un titulaire régulier après l'Euro, il dispute la plupart des rencontres qualificatives pour la Coupe du monde 2018 en Russie. Lors de la compétition, il débute tous les matchs comme titulaire. Il est l'auteur d'un tournoi de grande qualité, au cours duquel beaucoup de spécialistes le considèrent comme le meilleur joueur de l'équipe de France. Ses performances sont également louées par ses coéquipiers : « Avec lui, on joue à 12 sur le terrain » (Olivier Giroud) ou encore, « Il court partout, il a quinze poumons ! Le foot est beaucoup plus facile avec des joueurs comme ça » (Paul Pogba). Le président de la Fédération française de football, Noël Le Graët : « C'est un miracle de regarder ce garçon jouer ». Il établit au cours de ce tournoi deux nouveaux records avec 52 ballons récupérés dans les pieds des joueurs adverses et 20 interceptions.

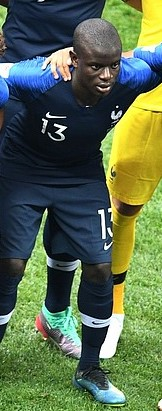
N'Golo Kanté lors de la finale de la Coupe du monde 2018 face à la Croatie, le 15 juillet 2018.

Avec ses coéquipiers, N'Golo Kanté remporte finalement la Coupe du monde le 15 juillet 2018 à Moscou, après la victoire en finale sur la Croatie (4-2) ; il n'a cependant pas son rendement habituel durant ce match, qu'il débute titulaire avant de céder sa place à la 55e minute à Steven Nzonzi, en raison d'une gastro-entérite. Cette information n'est toutefois pas confirmée par Didier Deschamps, lors d'une interview qu'il accordera en juillet 2019, évoquant plutôt une fatigue générale dû à l’enchaînement des matchs depuis le début du tournoi. Sa discrétion et sa timidité sont telles qu'après la victoire, Steven Nzonzi doit prendre le trophée de la Coupe du monde des mains de ses coéquipiers pour le lui donner, afin qu'il puisse poser avec sur la pelouse du stade Loujniki devant les photographes.
Le parcours de « NG » (prononcer èneji, son surnom chez les Bleus) en Russie est par ailleurs à l'origine d'une chanson du journaliste Thomas Thouroude et l'équipe du magazine So Foot vantant ses mérites, reprise alors par les supporters, ainsi que par les joueurs eux-mêmes, notamment dans les jardins du palais de l'Élysée au lendemain de la victoire à Moscou. Sur l'air des Champs-Élysées de Joe Dassin : « N'Golo Kanté, pala pala pa, N'Golo Kanté, pala pala pa, il est petit, il est gentil, il a bouffé Léo Messi, bientôt sur les Champs-Elysées, N'Golo Kanté ». Ses coéquipiers champions du monde, qui reprennent encore la chanson avec le public du Stade de France lors des célébrations du 9 septembre 2018, modifient cependant légèrement les paroles, terminant par « Mais on sait tous que c'est un tricheur, N'Golo Kanté », se référant humoristiquement à leurs parties de cartes. N'Golo Kanté s'en défend toutefois vigoureusement : « je ne suis pas tricheur, je suis un compétiteur, voilà. Les gens qui perdent aiment bien faire des réputations mais je ne me sens pas tricheur », explique-t-il.
Le 14 novembre 2020, en Ligue des Nations, il marque le but de la victoire pour l'Équipe de France face au Portugal, au Stade de la Luz de Lisbonne (1-0 pour la France), qualifiant les Bleus pour la finale à quatre de la Ligue des Nations. Il fait bien sûr partie de la sélection française appelée à disputer l'Euro 2020, rejoignant tardivement ses partenaires en préparation après la finale de la Ligue des Champions, à moins de deux semaines du premier match face à l'Allemagne. La France est éliminée par la Suisse (3-3 et tirs au but) en huitièmes finale dans cette compétition. N'Golo Kanté joue son dernier match avec le maillot Bleu 3 juin 2022 en Ligue des Nations, face au Danemark (défaite 1-2). Par la suite, les blessures et son départ pour le championnat saoudien font qu'il connait une longue éclipse internationale, ponctuée par son absence à la Coupe du monde 2022 où la France atteint la finale .
En mai 2024 après avoir disputé une saison complète avec son club d'Al-Ittihad, il est convoqué dans la liste de 25 joueurs sélectionnés par Didier Deschamps pour l'Euro 2024 en Allemagne. Meilleur Français sur le terrain lors de la première rencontre face à l'Autriche le 17 juin à Düsseldorf, il est désigné homme du match à l'issue de la rencontre. À la suite de la sortie de Kylian Mbappé sur blessure (nez cassé), il porte pour la première fois le brassard de capitaine en sélection nationale. Il est à également élu homme du match face aux Pays-Bas, deuxième rencontre du groupe. Lors du match contre la Belgique en septembre puis lors du rassemblement de novembre, Kanté porte à nouveau le brassard de capitaine en l'absence de Mbappé.

## Style de jeu
N'Golo Kanté est un joueur rapide, vif, omniprésent dans les duels et endurant. Il est réputé pour couvrir toute la pelouse lors d'un match, enchaînant tacles, pression défensive, interceptions et « fautes intelligentes ». En 2017, il est considéré par Frank Lampard comme le meilleur milieu de terrain au monde.
Plusieurs de ses coéquipiers, en sélection ou en club tel que Eden Hazard, se disent admiratifs de son efficacité et de sa détermination sur le terrain. Ses performances sont également louées par ses coéquipiers : « Avec lui, on joue à 12 sur le terrain » (Olivier Giroud) ou encore, « Il court partout, il a quinze poumons ! Le foot est beaucoup plus facile avec des joueurs comme ça » (Paul Pogba). Le président de la Fédération française de football, Noël Le Graët : « C'est un miracle de regarder ce garçon jouer »
Replacé dans une position plus offensive à l'arrivée de Maurizio Sarri à Chelsea, Kanté se montre plus décisif devant le but. Il évolue en milieu relayeur, son rôle étant de récupérer le plus de ballons possible, mais aussi de se projeter lors des phases d'attaque ou de contre-attaque. Alain Caveglia, qui l'a recruté au Stade Malherbe Caen, le compare à ce moment-là à Claude Makélélé et souligne les progrès au cours de sa carrière de Kanté dans sa projection vers l'avant en phase offensive.

## Statistiques

### Par saison
| Saison                | Club                  | Championnat           | Championnat | Championnat | Championnat | Coupe nationale | Coupe nationale | Coupe nationale | Coupe de la Ligue | Coupe de la Ligue | Coupe de la Ligue | Supercoupe | Supercoupe | Supercoupe | Compétition(s) continentale(s) | Compétition(s) continentale(s) | Compétition(s) continentale(s) | Compétition(s) continentale(s) | Supercoupe de l'UEFA | Supercoupe de l'UEFA | Supercoupe de l'UEFA | Coupe du monde des clubs | Coupe du monde des clubs | Coupe du monde des clubs | Autres compétitions | Autres compétitions | Autres compétitions | Autres compétitions | Total | Total | Total |
| Saison                | Club                  | Division              | M.          | B.          | P.d.        | M.              | B.              | P.d.            | M.                | B.                | P.d.              | M.         | B.         | P.d.       | Comp.                          | M.                             | B.                             | P.d.                           | M.                   | B.                   | P.d.                 | M.                       | B.                       | P.d.                     | Comp.               | M.                  | B.                  | P.d.                | M.    | B.    | P.d.  |
| 2011-2012             | US Boulogne           | Ligue 2               | 1           | 0           | 0           | -               | -               | -               | -                 | -                 | -                 | -          | -          | -          | -                              | -                              | -                              | -                              | -                    | -                    | -                    | -                        | -                        | -                        | -                   | -                   | -                   | -                   | 1     | 0     | 0     |
| 2012-2013             | US Boulogne           | National              | 37          | 3           | 1           | 2               | 1               | 0               | -                 | -                 | -                 | -          | -          | -          | -                              | -                              | -                              | -                              | -                    | -                    | -                    | -                        | -                        | -                        | -                   | -                   | -                   | -                   | 39    | 4     | 1     |
| Sous-total            | Sous-total            | Sous-total            | 38          | 3           | 1           | 2               | 1               | 0               | -                 | -                 | -                 | -          | -          | -          | -                              | -                              | -                              | -                              | -                    | -                    | -                    | -                        | -                        | -                        | -                   | -                   | -                   | -                   | 40    | 4     | 1     |
| 2013-2014             | SM Caen               | Ligue 2               | 38          | 2           | 1           | 4               | 1               | 0               | 1                 | 0                 | 0                 | -          | -          | -          | -                              | -                              | -                              | -                              | -                    | -                    | -                    | -                        | -                        | -                        | -                   | -                   | -                   | -                   | 43    | 3     | 1     |
| 2014-2015             | SM Caen               | Ligue 1               | 37          | 2           | 3           | 1               | 1               | 0               | 1                 | 0                 | 0                 | -          | -          | -          | -                              | -                              | -                              | -                              | -                    | -                    | -                    | -                        | -                        | -                        | -                   | -                   | -                   | -                   | 39    | 3     | 3     |
| Sous-total            | Sous-total            | Sous-total            | 75          | 4           | 4           | 5               | 2               | 0               | 2                 | 0                 | 0                 | -          | -          | -          | -                              | -                              | -                              | -                              | -                    | -                    | -                    | -                        | -                        | -                        | -                   | -                   | -                   | -                   | 82    | 6     | 4     |
| 2015-2016             | Leicester City FC     | Premier League        | 37          | 1           | 4           | 1               | 0               | 0               | 2                 | 0                 | 0                 | -          | -          | -          | -                              | -                              | -                              | -                              | -                    | -                    | -                    | -                        | -                        | -                        | -                   | -                   | -                   | -                   | 40    | 1     | 4     |
| 2016-2017             | Chelsea FC            | Premier League        | 35          | 1           | 1           | 5               | 1               | 0               | 1                 | 0                 | 0                 | -          | -          | -          | -                              | -                              | -                              | -                              | -                    | -                    | -                    | -                        | -                        | -                        | -                   | -                   | -                   | -                   | 41    | 2     | 1     |
| 2017-2018             | Chelsea FC            | Premier League        | 34          | 1           | 1           | 5               | 0               | 1               | 2                 | 0                 | 0                 | 1          | 0          | 0          | C1                             | 6                              | 0                              | 0                              | -                    | -                    | -                    | -                        | -                        | -                        | -                   | -                   | -                   | -                   | 48    | 1     | 2     |
| 2018-2019             | Chelsea FC            | Premier League        | 36          | 4           | 4           | 2               | 0               | 0               | 5                 | 1                 | 0                 | -          | -          | -          | C3                             | 10                             | 0                              | 0                              | -                    | -                    | -                    | -                        | -                        | -                        | -                   | -                   | -                   | -                   | 53    | 5     | 4     |
| 2019-2020             | Chelsea FC            | Premier League        | 22          | 3           | 0           | 1               | 0               | 0               | 0                 | 0                 | 0                 | 0          | 0          | 0          | C1                             | 4                              | 0                              | 0                              | 1                    | 0                    | 0                    | -                        | -                        | -                        | -                   | -                   | -                   | -                   | 28    | 3     | 0     |
| 2020-2021             | Chelsea FC            | Premier League        | 30          | 0           | 2           | 4               | 0               | 0               | 1                 | 0                 | 0                 | -          | -          | -          | C1                             | 13                             | 0                              | 1                              | -                    | -                    | -                    | -                        | -                        | -                        | -                   | -                   | -                   | -                   | 48    | 0     | 3     |
| 2021-2022             | Chelsea FC            | Premier League        | 26          | 2           | 4           | 3               | 0               | 0               | 4                 | 0                 | 0                 | -          | -          | -          | C1                             | 6                              | 0                              | 1                              | 1                    | 0                    | 0                    | 2                        | 0                        | 0                        | -                   | -                   | -                   | -                   | 42    | 2     | 5     |
| 2022-2023             | Chelsea FC            | Premier League        | 7           | 0           | 1           | -               | -               | -               | -                 | -                 | -                 | -          | -          | -          | C1                             | 2                              | 0                              | 0                              | -                    | -                    | -                    | -                        | -                        | -                        | -                   | -                   | -                   | -                   | 9     | 0     | 1     |
| Sous-total            | Sous-total            | Sous-total            | 190         | 11          | 13          | 20              | 1               | 1               | 13                | 1                 | 0                 | 1          | 0          | 0          | -                              | 41                             | 0                              | 2                              | 2                    | 0                    | 0                    | 2                        | 0                        | 0                        | -                   | -                   | -                   | -                   | 269   | 13    | 16    |
| 2023-2024             | Al-Ittihad Club       | Saudi Pro League      | 30          | 2           | 5           | 4               | 1               | 0               | -                 | -                 | -                 | 2          | 0          | 0          | AFC                            | 6                              | 0                              | 1                              | -                    | -                    | -                    | 2                        | 1                        | 0                        | UAFA                | 2                   | 0                   | 0                   | 46    | 4     | 6     |
| 2024-2025             | Al-Ittihad Club       | Saudi Pro League      | 31          | 4           | 3           | 4               | 0               | 1               | -                 | -                 | -                 | -          | -          | -          | -                              | -                              | -                              | -                              | -                    | -                    | -                    | -                        | -                        | -                        | -                   | -                   | -                   | -                   | 35    | 4     | 4     |
| 2025-2026             | Al-Ittihad Club       | Saudi Pro League      | -           | -           | -           | -               | -               | -               | -                 | -                 | -                 | 1          | 0          | 0          | -                              | -                              | -                              | -                              | -                    | -                    | -                    | -                        | -                        | -                        | -                   | -                   | -                   | -                   | 1     | 0     | 0     |
| Sous-total            | Sous-total            | Sous-total            | 61          | 6           | 8           | 8               | 1               | 1               | -                 | -                 | -                 | 3          | 0          | 0          | -                              | 6                              | 0                              | 1                              | -                    | -                    | -                    | 2                        | 1                        | 0                        | -                   | 2                   | 0                   | 0                   | 82    | 8     | 10    |
| Total sur la carrière | Total sur la carrière | Total sur la carrière | 401         | 25          | 30          | 36              | 5               | 2               | 17                | 1                 | 0                 | 4          | 0          | 0          | -                              | 47                             | 0                              | 3                              | 2                    | 0                    | 0                    | 4                        | 1                        | 0                        | -                   | 2                   | 0                   | 0                   | 513   | 32    | 35    |

### En sélection nationale
| Saison                | Sélection             | Phases finales        | Phases finales | Phases finales | Phases finales | Éliminatoires | Éliminatoires | Éliminatoires | Ligue des nations | Ligue des nations | Ligue des nations | Matchs amicaux | Matchs amicaux | Matchs amicaux | Total | Total | Total |
| Saison                | Sélection             | Compétition           | M              | B              | Pd             | M             | B             | Pd            | M                 | B                 | Pd                | M              | B              | Pd             | M     | B     | Pd    |
| --------------------- | --------------------- | --------------------- | -------------- | -------------- | -------------- | ------------- | ------------- | ------------- | ----------------- | ----------------- | ----------------- | -------------- | -------------- | -------------- | ----- | ----- | ----- |
| 2015-2016             | France                | Euro 2016             | 4              | 0              | 1              | -             | -             | -             | -                 | -                 | -                 | 4              | 1              | 0              | 8     | 1     | 1     |
| 2016-2017             | France                | -                     | -              | -              | -              | 3             | 0             | 0             | -                 | -                 | -                 | 5              | 0              | 0              | 8     | 0     | 0     |
| 2017-2018             | France                | Coupe du monde 2018   | 7              | 0              | 0              | 3             | 0             | 0             | -                 | -                 | -                 | 4              | 0              | 0              | 14    | 0     | 0     |
| 2018-2019             | France                | -                     | -              | -              | -              | 2             | 0             | 0             | 4                 | 0                 | 0                 | 1              | 0              | 0              | 7     | 0     | 0     |
| 2019-2020             | France                | -                     | -              | -              | -              | 1             | 0             | 0             | -                 | -                 | -                 | -              | -              | -              | 1     | 0     | 0     |
| 2020-2021             | France                | Euro 2020             | 4              | 0              | 0              | 2             | 0             | 0             | 4                 | 1                 | 0                 | 2              | 0              | 0              | 12    | 1     | 0     |
| 2021-2022             | France                | -                     | -              | -              | -              | 1             | 0             | 0             | 1                 | 0                 | 0                 | 1              | 0              | 0              | 3     | 0     | 0     |
| 2023-2024             | France                | Euro 2024             | 6              | 0              | 0              | -             | -             | -             | -                 | -                 | -                 | 2              | 0              | 0              | 8     | 0     | 0     |
| 2024-2025             | France                | -                     | -              | -              | -              | -             | -             | -             | 3                 | 0                 | 1                 | -              | -              | -              | 3     | 0     | 1     |
| Total sur la carrière | Total sur la carrière | Total sur la carrière | 21             | 0              | 1              | 12            | 0             | 0             | 12                | 1                 | 1                 | 19             | 1              | 0              | 64    | 2     | 2     |

### Liste des matchs internationaux
| Matchs internationaux de N'Golo Kanté | Matchs internationaux de N'Golo Kanté | Matchs internationaux de N'Golo Kanté                 | Matchs internationaux de N'Golo Kanté | Matchs internationaux de N'Golo Kanté | Matchs internationaux de N'Golo Kanté   | Matchs internationaux de N'Golo Kanté                                 |
|                                       | Date                                  | Lieu                                                  | Adversaire                            | Résultat                              | Compétition                             | Notes                                                                 |
| ------------------------------------- | ------------------------------------- | ----------------------------------------------------- | ------------------------------------- | ------------------------------------- | --------------------------------------- | --------------------------------------------------------------------- |
| 1.                                    | 25 mars 2016                          | Amsterdam ArenA, Amsterdam, Pays-Bas                  | Pays-Bas                              | 2 - 3                                 | Match amical                            | Entre en jeu à la place de Lassana Diarra à la 46e minute de jeu.     |
| 2.                                    | 29 mars 2016                          | Stade de France, Saint-Denis, France                  | Russie                                | 4 - 2                                 | Match amical                            | Titulaire et buteur.                                                  |
| 3.                                    | 30 mai 2016                           | Stade de la Beaujoire, Nantes, France                 | Cameroun                              | 3 - 2                                 | Match amical                            | Entre en jeu à la place de Lassana Diarra à la 46e minute de jeu.     |
| 4.                                    | 4 juin 2016                           | Stade Saint-Symphorien, Longeville-lès-Metz, France   | Écosse                                | 3 - 0                                 | Match amical                            | Titulaire et remplacé par Moussa Sissoko à la 88e minute de jeu.      |
| 5.                                    | 10 juin 2016                          | Stade de France, Saint-Denis, France                  | Roumanie                              | 2 - 1                                 | Euro 2016                               | Titulaire.                                                            |
| 6.                                    | 15 juin 2016                          | Stade Vélodrome, Marseille, France                    | Albanie                               | 2 - 0                                 | Euro 2016                               | Titulaire.                                                            |
| 7.                                    | 26 juin 2016                          | Parc Olympique lyonnais, Décines-Charpieu, France     | République d'Irlande                  | 2 - 1                                 | Euro 2016                               | Titulaire et remplacé par Kingsley Coman à la 46e minute de jeu.      |
| 8.                                    | 7 juillet 2016                        | Stade Vélodrome, Marseille, France                    | Allemagne                             | 2 - 0                                 | Euro 2016                               | Entre en jeu à la place de Dimitri Payet à la 71e minute de jeu.      |
| 9.                                    | 1er septembre 2016                    | Stade San Nicola, Bari, Italie                        | Italie                                | 1 - 3                                 | Match amical                            | Titulaire.                                                            |
| 10.                                   | 6 septembre 2016                      | Borisov Arena, Borisov, Biélorussie                   | Biélorussie                           | 0 - 0                                 | Éliminatoires de la Coupe du monde 2018 | Titulaire.                                                            |
| 11.                                   | 10 octobre 2016                       | Amsterdam ArenA, Amsterdam, Pays-Bas                  | Pays-Bas                              | 0 - 1                                 | Éliminatoires de la Coupe du monde 2018 | Entre en jeu à la place d'Antoine Griezmann à la 93e minute de jeu.   |
| 12.                                   | 11 novembre 2016                      | Stade de France, Saint-Denis, France                  | Suède                                 | 2 - 1                                 | Éliminatoires de la Coupe du monde 2018 | Entre en jeu à la place d'Antoine Griezmann à la 88e minute de jeu.   |
| 13.                                   | 15 novembre 2016                      | Stade Bollaert-Delelis, Lens, France                  | Côte d'Ivoire                         | 0 - 0                                 | Match amical                            | Titulaire.                                                            |
| 14.                                   | 25 mars 2017                          | Stade Josy-Barthel, Luxembourg, Luxembourg            | Luxembourg                            | 1 - 3                                 | Éliminatoires de la Coupe du monde 2018 | Titulaire.                                                            |
| 15.                                   | 28 mars 2017                          | Stade de France, Saint-Denis, France                  | Espagne                               | 0 - 2                                 | Match amical                            | Titulaire.                                                            |
| 16.                                   | 2 juin 2017                           | Roazhon Park, Rennes, France                          | Paraguay                              | 5 - 0                                 | Match amical                            | Entre en jeu à la place de Paul Pogba à la 46e minute de jeu.         |
| 17.                                   | 13 juin 2017                          | Stade de France, Saint-Denis, France                  | Angleterre                            | 3 - 2                                 | Match amical                            | Titulaire.                                                            |
| 18.                                   | 31 août 2017                          | Stade de France, Saint-Denis, France                  | Pays-Bas                              | 4 - 0                                 | Éliminatoires de la Coupe du monde 2018 | Titulaire.                                                            |
| 19.                                   | 3 septembre 2017                      | Stadium de Toulouse, Toulouse, France                 | Luxembourg                            | 0 - 0                                 | Éliminatoires de la Coupe du monde 2018 | Titulaire.                                                            |
| 20.                                   | 7 octobre 2017                        | Stade national Vassil-Levski, Sofia, Bulgarie         | Bulgarie                              | 1 - 0                                 | Éliminatoires de la Coupe du monde 2018 | Titulaire et remplacé par Adrien Rabiot à la 34e minute de jeu.       |
| 21.                                   | 23 mars 2018                          | Stade de France, Saint-Denis, France                  | Colombie                              | 2 - 3                                 | Match amical                            | Titulaire.                                                            |
| 22.                                   | 27 mars 2018                          | Stade Krestovski, Saint-Pétersbourg, Russie           | Russie                                | 3 - 1                                 | Match amical                            | Titulaire et remplacé par Corentin Tolisso à la 66e minute de jeu.    |
| 23.                                   | 1er juin 2018                         | Allianz Riviera, Nice, France                         | Italie                                | 3 - 1                                 | Match amical                            | Titulaire.                                                            |
| 24.                                   | 9 juin 2018                           | Parc Olympique lyonnais, Décines-Charpieu, France     | États-Unis                            | 1 - 1                                 | Match amical                            | Titulaire.                                                            |
| 25.                                   | 16 juin 2018                          | Kazan Arena, Kazan, Russie                            | Australie                             | 2 - 1                                 | Coupe du monde 2018                     | Titulaire.                                                            |
| 26.                                   | 21 juin 2018                          | Iekaterinbourg Arena, Iekaterinbourg, Russie          | Pérou                                 | 1 - 0                                 | Coupe du monde 2018                     | Titulaire.                                                            |
| 27.                                   | 26 juin 2018                          | Stade Loujniki, Moscou, Russie                        | Danemark                              | 0 - 0                                 | Coupe du monde 2018                     | Titulaire.                                                            |
| 28.                                   | 30 juin 2018                          | Kazan Arena, Kazan, Russie                            | Argentine                             | 4 - 3                                 | Coupe du monde 2018                     | Titulaire.                                                            |
| 29.                                   | 6 juillet 2018                        | Stade de Nijni Novgorod, Nijni Novgorod, Russie       | Uruguay                               | 2 - 0                                 | Coupe du monde 2018                     | Titulaire.                                                            |
| 30.                                   | 10 juillet 2018                       | Stade de Saint-Pétersbourg, Saint-Pétersbourg, Russie | Belgique                              | 1 - 0                                 | Coupe du monde 2018                     | Titulaire.                                                            |
| 31.                                   | 15 juillet 2018                       | Stade Loujniki, Moscou, Russie                        | Croatie                               | 4 - 2                                 | Coupe du monde 2018                     | Titulaire et remplacé par Steven Nzonzi à la 53e minute de jeu.       |
| 32.                                   | 6 septembre 2018                      | Allianz Arena, Munich, Allemagne                      | Allemagne                             | 0 - 0                                 | Ligue des nations 2018-2019             | Titulaire.                                                            |
| 33.                                   | 9 septembre 2018                      | Stade de France, Saint-Denis, France                  | Pays-Bas                              | 2 - 1                                 | Ligue des nations 2018-2019             | Titulaire.                                                            |
| 34.                                   | 16 octobre 2018                       | Stade de France, Saint-Denis, France                  | Allemagne                             | 2 - 1                                 | Ligue des nations 2018-2019             | Titulaire et remplacé par Steven Nzonzi à la 90+4e minute de jeu.     |
| 35.                                   | 16 novembre 2018                      | Stade de Feyenoord, Rotterdam, Pays-Bas               | Pays-Bas                              | 2 - 0                                 | Ligue des nations 2018-2019             | Titulaire.                                                            |
| 36.                                   | 20 novembre 2018                      | Stade de France, Saint-Denis, France                  | Uruguay                               | 1 - 0                                 | Match amical                            | Titulaire.                                                            |
| 37.                                   | 22 mars 2019                          | Stade Zimbru, Chișinău, Moldavie                      | Moldavie                              | 1 - 4                                 | Éliminatoires Euro 2020                 | Titulaire.                                                            |
| 38.                                   | 25 mars 2019                          | Stade de France, Saint-Denis, France                  | Islande                               | 4 - 0                                 | Éliminatoires Euro 2020                 | Titulaire et remplacé par Thomas Lemar à la 80e minute de jeu.        |
| 39.                                   | 14 novembre 2019                      | Stade de France, Saint-Denis, France                  | Moldavie                              | 2 - 1                                 | Éliminatoires Euro 2020                 | Titulaire.                                                            |
| 40.                                   | 5 septembre 2020                      | Friends Arena, Solna, Suède                           | Suède                                 | 1 - 0                                 | Ligue des nations 2020-2021             | Titulaire.                                                            |
| 41.                                   | 8 septembre 2020                      | Stade de France, Saint-Denis, France                  | Croatie                               | 4 - 2                                 | Ligue des nations 2020-2021             | Titulaire et remplacé par Eduardo Camavinga à la 63e minute de jeu.   |
| 42.                                   | 11 octobre 2020                       | Stade de France, Saint-Denis, France                  | Portugal                              | 0 - 0                                 | Ligue des nations 2020-2021             | Titulaire.                                                            |
| 43.                                   | 11 novembre 2020                      | Stade de France, Saint-Denis, France                  | Finlande                              | 0 - 2                                 | Match amical                            | Entre en jeu à la place de Paul Pogba à la 57e minute de jeu.         |
| 44.                                   | 14 novembre 2020                      | Estádio da Luz, Lisbonne, Portugal                    | Portugal                              | 0 - 1                                 | Ligue des nations 2020-2021             | Titulaire et buteur.                                                  |
| 45.                                   | 24 mars 2021                          | Stade de France, Saint-Denis, France                  | Ukraine                               | 1 - 1                                 | Éliminatoires de la Coupe du monde 2022 | Titulaire.                                                            |
| 46.                                   | 8 juin 2021                           | Stade de France, Saint-Denis, France                  | Bulgarie                              | 3 - 0                                 | Match amical                            | Titulaire et remplacé par Thomas Lemar à la 65e minute de jeu.        |
| 47.                                   | 15 juin 2021                          | Allianz Arena, Munich, Allemagne                      | Allemagne                             | 1 - 0                                 | Euro 2020                               | Titulaire.                                                            |
| 48.                                   | 19 juin 2021                          | Stade Ferenc-Puskás, Budapest, Hongrie                | Hongrie                               | 1 - 1                                 | Euro 2020                               | Titulaire.                                                            |
| 49.                                   | 23 juin 2021                          | Stade Ferenc-Puskás, Budapest, Hongrie                | Portugal                              | 2 - 2                                 | Euro 2020                               | Titulaire.                                                            |
| 50.                                   | 28 juin 2021                          | Arena Națională, Bucarest, Roumanie                   | Suisse                                | 3 - 3 4-5 t.a.b                       | Euro 2020                               | Titulaire.                                                            |
| 51.                                   | 13 novembre 2021                      | Parc des Princes, Paris, France                       | Kazakhstan                            | 8 - 0                                 | Éliminatoires de la Coupe du monde 2022 | Titulaire et remplacé par Aurélien Tchouaméni à la 71e minute de jeu. |
| 52.                                   | 29 mars 2022                          | Stade Pierre-Mauroy, Villeneuve-d'Ascq, France        | Afrique du Sud                        | 5 - 0                                 | Match amical                            | Titulaire et remplacé par Paul Pogba à la 65e minute de jeu.          |
| 53.                                   | 3 juin 2022                           | Stade de France, Saint-Denis, France                  | Danemark                              | 1 - 2                                 | Ligue des nations 2022-2023             | Titulaire.                                                            |
| 54.                                   | 5 juin 2024                           | Stade Saint-Symphorien, Metz, France                  | Luxembourg                            | 3 - 0                                 | Match amical                            | Titulaire et remplacé par Warren Zaïre-Emery à la 64e minute de jeu.  |
| 55.                                   | 9 juin 2024                           | Matmut Atlantique, Bordeaux, France                   | Canada                                | 0 - 0                                 | Match amical                            | Titulaire.                                                            |
| 56.                                   | 17 juin 2024                          | Düsseldorf Arena, Düsseldorf, Allemagne               | Autriche                              | 0 - 1                                 | Euro 2024                               | Titulaire.                                                            |
| 57.                                   | 21 juin 2024                          | Stade de Leipzig, Leipzig, Allemagne                  | Pays-Bas                              | 0 - 0                                 | Euro 2024                               | Titulaire.                                                            |
| 58.                                   | 25 juin 2024                          | BVB Stadion Dortmund, Dortmund, Allemagne             | Pologne                               | 1 - 1                                 | Euro 2024                               | Titulaire et remplacé par Antoine Griezmann à la 61e minute de jeu.   |
| 59.                                   | 1er juillet 2024                      | Düsseldorf Arena, Düsseldorf, Allemagne               | Belgique                              | 1 - 0                                 | Euro 2024                               | Titulaire.                                                            |
| 60.                                   | 5 juillet 2024                        | Volksparkstadion, Hambourg, Allemagne                 | Portugal                              | 0 - 0 3-5 t.a.b                       | Euro 2024                               | Titulaire.                                                            |
| 61.                                   | 9 juillet 2024                        | Munich Football Arena, Munich, Allemagne              | Espagne                               | 2 - 1                                 | Euro 2024                               | Titulaire et remplacé par Antoine Griezmann à la 62e minute de jeu.   |
| 62.                                   | 6 septembre 2024                      | Parc des Princes, Paris, France                       | Italie                                | 1 - 3                                 | Ligue des nations 2024-2025             | Titulaire et remplacé par Warren Zaïre-Emery à la 77e minute de jeu.  |
| 63.                                   | 9 septembre 2024                      | Parc Olympique lyonnais, Décines-Charpieu, France     | Belgique                              | 2 - 0                                 | Ligue des nations 2024-2025             | Titulaire et remplacé par Youssouf Fofana à la 90e minute de jeu.     |
| 64.                                   | 14 novembre 2024                      | Stade de France, Saint-Denis, France                  | Israël                                | 0 - 0                                 | Ligue des nations 2024-2025             | Titulaire.                                                            |

### Buts internationaux
| Buts internationaux de N'Golo Kanté | Buts internationaux de N'Golo Kanté | Buts internationaux de N'Golo Kanté  | Buts internationaux de N'Golo Kanté | Buts internationaux de N'Golo Kanté | Buts internationaux de N'Golo Kanté | Buts internationaux de N'Golo Kanté | Buts internationaux de N'Golo Kanté | Buts internationaux de N'Golo Kanté |
|                                     | Date                                | Lieu                                 | Adversaire                          | Résultat                            | Compétition                         | Notes                               | Notes                               | Sel.                                |
| ----------------------------------- | ----------------------------------- | ------------------------------------ | ----------------------------------- | ----------------------------------- | ----------------------------------- | ----------------------------------- | ----------------------------------- | ----------------------------------- |
| 1.                                  | 29 mars 2016                        | Stade de France, Saint-Denis, France | Russie                              | 4 - 2                               | Match amical                        | 1 - 0                               | 8e du pied droit                    | 2e                                  |
| 2.                                  | 14 novembre 2020                    | Estádio da Luz, Lisbonne, Portugal   | Portugal                            | 0 - 1                               | Ligue des nations 2020-2021         | 0 - 1                               | 53e du pied gauche                  | 44e                                 |

## Palmarès
N'Golo Kanté remporte son premier titre sous les couleurs de Leicester City avec qui il est sacré Champion d'Angleterre en 2016.
Parti ensuite au Chelsea FC, il est Champion d'Angleterre en 2017, une deuxième fois en deux ans avec deux clubs différents. La même saison il s'incline en finale de Coupe d'Angleterre mais remporte la compétition l'année suivante. Pour sa troisième saison au club, il remporte son premier titre continentale, soulevant la Ligue Europa contre Arsenal. La saison 2019-2020 est la première saison blanche pour lui à Chelsea malgré les finales de Supercoupe d'Angleterre et de Coupe d'Angleterre mais dès la saison suivante, il remporte la Ligue des Champions pour la première fois de sa carrière avant de remporte la Supercoupe de l'UEFA ainsi que la Coupe du monde des clubs.
Sous les couleurs de l'Al-Ittihad Club, il est finaliste de la Supercoupe d'Arabie Saoudite en 2023 puis Champion d'Arabie saoudite en 2025.
Avec l'équipe de France, il compte 64 sélections pour 2 buts et à joué l'Euro 2016 dont il est finaliste ainsi que les éditions 2020 et 2024 et la Coupe du monde 2018 qu'il remporte.
| Leicester City (1)                        | Chelsea FC (6) | Al-Ittihad Club (2) | Équipe de France (1)                                                                  |
| ----------------------------------------- | --- | --- | ------------------------------------------------------------------------------------- |
| - Premier League (1) : - Champion en 2016 | - Premier League (1) : - Champion en 2017 - Coupe d'Angleterre (1) : - Vainqueur en 2018 - Finaliste en 2017, 2020, 2021 et 2022 - Coupe de la Ligue : - Finaliste en 2019 et 2022 - Community Shield : - Finaliste en 2017 - Ligue des champions (1) : - Vainqueur en 2021 - Ligue Europa (1) : - Vainqueur en 2019 - Supercoupe de l'UEFA (1) : - Vainqueur en 2021 - Finaliste en 2019 - Coupe du monde des clubs (1) : - Vainqueur en 2021 | - Championnat d'Arabie Saoudite (1) : - Champion en 2025 - Coupe d'Arabie Saoudite (1) : - Vainqueur en 2025 - Supercoupe d'Arabie Saoudite : - Finaliste en 2023 | - Coupe du monde (1) : - Vainqueur en 2018 - Championnat d'Europe - Finaliste en 2016 |

### Distinctions individuelles
Cette liste répertorie les différentes distinctions individuelles de Kanté par année.

### Classements auBallon d'or
| Années | Classements | % des suffrages | Clubs de Kanté | Vainqueurs du Ballon d'or   |
| ------ | ----------- | --------------- | -------------- | --------------------------- |
| 2017   | 8e          | 1,68 %          | Chelsea FC     | Cristiano Ronaldo (33,76 %) |
| 2018   | 11e         | 0,83 %          | Chelsea FC     | Luka Modrić (26,14 %)       |
| 2021   | 5e          | 6,84 %          | Chelsea FC     | Lionel Messi (22,54 %)      |

## Décoration
- Chevalier de la Légion d'honneur. Par décret du Président de la République en date du 31 décembre 2018, tous les joueurs de l'équipe de France championne du monde 2018 sont nommés Chevalier de la Légion d'honneur[69].